# 1949 코파 델 헤네랄리시모 결승전
1949 코파 델 헤네랄리시모 결승전(스페인어: La Final de la Copa del Generalísimo de 1949)은 현재 코파 델 레이로 알려진 스페인 컵대회의 45번째 결승전이다. 이 경기는 1949년 5월 29일, 마드리드의 누에보 차마르틴에서 열렸고, 발렌시아가 아틀레티코 빌바오를 1-0으로 이기고 우승을 거두었다.

## 상세 경기 정보
| 발렌시아 | 1–0               | 아틀레티코 빌바오 |
| -------- | ----------------- | ----------------- |
| 에피 62′ | 리포트 (스페인어) |                   |

| 발렌시아:       |    |                       |
|                 |    |                       |
| GK              | 1  | 이그나시오 에이사기레 |
| DF              | 2  | 비센테 아센시         |
| DF              | 3  | 알바로                |
| DF              | 4  | 루이스 디아스         |
| MF              | 5  | 살바도르 몬소         |
| MF              | 6  | 안토니오 푸차데스     |
| FW              | 7  | 에피                  |
| FW              | 8  | 파시에기토            |
| FW              | 9  | 문도 (주장)           |
| FW              | 10 | 실베스트레 이고아     |
| FW              | 11 | 비센테 세기           |
| 감독:           |    |                       |
| 하신토 킹코세스 |    |                       |

| 아틀레티코 빌바오: |    |                        |
|                    |    |                        |
| GK                 | 1  | 라이문도 레사마        |
| DF                 | 2  | 프란시스코 셀라야      |
| DF                 | 3  | 로베르토 베르톨 (주장) |
| DF                 | 4  | 마누엘 바레네체아      |
| MF                 | 5  | 호세 루이스 파니소     |
| MF                 | 6  | 카니토                 |
| FW                 | 7  | 호세 루이스 빌바오     |
| FW                 | 8  | 베낭시오               |
| FW                 | 9  | 텔모 사라              |
| FW                 | 10 | 펠릭스 아리에타        |
| FW                 | 11 | 아구스틴 가인사        |
| 감독:              |    |                        |
| 해리 바지          |    |                        |